# Ann Itto Leonardo

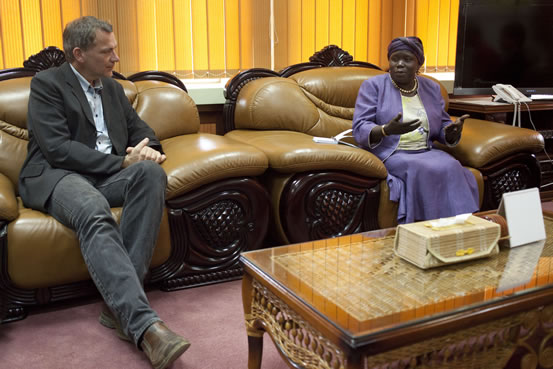
Jan van Aken đang đối thoại với Ann Itto Leonardo

Ann Itto Leonardo là chính trị gia Nam Sudan. Trước đây bà là Bộ trưởng Bộ Nông nghiệp và Lâm nghiệp của chính phủ Nam Sundan, đồng thời là tổng thư ký đảng Phong trào Giải phóng Nhân dân Sudan (SPLM).

## Sự nghiệp giáo dục
Năm 1978, bà được nhận vào Trường Đại học Juba và làm trợ giảng.Sau khi nhận học bổng, cô theo học tại trường Đại học Tiểu bang Kansas tại Hoa Kỳ. Ở đó bà học lên tiến sĩ. Một thời gian sau, Leonardo trở lại trường đại học Juba và làm giảng viên. Năm 1994, bà tham gia đảng Phong trào Giải phóng Nhân dân Sudan và bắt đầu theo đuổi sự nghiệp chính trị

## Sự nghiệp chính trị
Ngày 10 tháng 7 năm 2011, Ann Itto Leonardo được bổ nhiệm làm Bộ trưởng Bộ Nông nghiệp và Lâm nghiệp của chính phủ Nam Sundan.
Trước cuộc trưng cầu dân ý về quyền tự quyết, bà nhấn mạnh rằng đảm bảo an ninh lương thực là yếu tố cần thiết để đưa Nam Sudan phát triển. Sau đó, cuối năm 2011, bà công bố kế hoạch thành lập ngân hàng nông nghiệp quốc gia và hỗ trợ kỹ thuật cho người nông dân Nam Sudan vốn đã chiếm 90% dân số hoạt động nông nghiệp quy mô nhỏ.
Trong thời gian 2014-2015, bà được bổ nhiệm làm tổng thư ký đảng SPLM. Trong thời gian này, bà xúc tiến và ra mắt ngân hàng máu mới ở thành phố Wau. Tháng 11 năm 2015, Jemma Nunu Kumba là người kế nhiệm vị trí của bà.
Năm 2014, bà chỉ trích sự tham gia khá mờ nhạt của phụ nữ vào công việc chính phủ Nam Sudan. Bà cho rằng sự tiến bộ của chính trị đang bị hủy hoại bởi các cuộc xung đột liên tiếp xảy ra. Năm 2016, bà được bổ nhiệm làm cố vấn an ninh lương thực và nông nghiệp dưới thời Tổng thống Nam Sudan Salva Kiir Mayardit